# Song Kiều, Thừa Đức
Song Kiều (双桥区) là một quận thuộc địa cấp thị Thừa Đức, tỉnh Hà Bắc, Cộng hòa Nhân dân Trung Hoa. Quận này có diện tích 311 ki-lô-mét vuông, dân số 280.000 người. Mã số bưu chính là 067000. Về mặt hành chính, quận được chia thành 7 nhai đạo, 5 trấn. Tổng cộng có 112 ủy ban cư và 48 thôn hành chính.
- Nhai đạo: Thạch Động Tử Câu, Trung Hoa Lộ, Đầu Bài Lâu, Tân Hoa Lộ, Kiều Đông, Phan Gia Câu, Tây Đại Nhai.
- Trấn: Thủy Tuyền Câu, Sư Tử Câu, Đại Thạch Điện, Phùng Doanh Tử, Ngưu Khuyên Tử Câu.